# Бадемантил
Бадемантил je горњи одевни предмет који носе мушкарци и жене. Мантил се може носити преко пиџаме или друге одеће или на самој кожи. Обично се носи кући, а најчешће се користи после купања. Постоје различите врсте бадемантила који зависе од врсте тканина. Баде-мантил се користи и као одевни предмет пре боксерског меча или током пливања. Први бадемантил помиње се код Старих Грка у 9. веку.

## Стилови тканине
- Памук: Памук је природно влакно које се састоји углавном од целулозе и једно је од најчешће кориштених влакана у производњи текстила. Због хидрофилне природе целулозе, памук лако упија воду и често се користи на плажи, базену или након туширања.
- Свила: Свилене хаљине су популарне због свог изгледа, али могу бити поприлично скупе. Свилени бадемантили су врло танки и лагани и нису погодни током купања, јер им недостаје поларитет потребан за апсорпцију воде. Међутим, свилени бадемантили су традиционални избор, зато што се не носе након купања, већ након устајања из кревета или као хаљина преко пиџаме.
- Микрофибер: Микрофибер је синтетичко влакно обично направљено од целулозе или полиестра. Савремена микровлакна развијена су тако да повећају прозрачност и апсорпцију воде и могу бити тањи од људске длаке. Попут свиле, огртачи направљени од микровлакана су лагани и врло мекани на додир.
- Вуна: Вунени бадемантили уобичајени су у хладнијим климама.[2]